# José Luis Muñoz
José Luis Muñoz (* 1928 in Caracas; † 1982 ebenda) war ein venezolanischer Komponist.

## Leben
Nach erster musikalischer Ausbildung in einem Internat der Salesianer Don Boscos studierte Muñoz bei Vicente Emilio Sojo an der Escuela Superior de Música José Ángel Lamas, die er 1959 als Maestro compositor abschloss. Er setzte seine Ausbildung bei Victor Tevah fort und studierte dann Ästhetik zeitgenössischer Musik bei Malcolm Goldstein an der New York School of Social Research.
Er wirkte als Direktor der Musikabteilung des Instituto Nacional de Bellas Artes, Präsident der Asociación Venezolana de Autores y Compositores und Direktor der Escuela de Música Pedro Nolasco Colón.
Muñoz war einer der ersten venezolanischen Komponisten, der sich in seinen Werken der Dodekaphonie zuwandte.

## Werke
- Preludio para orquesta
- Fantasía de bolsillo
- Romanza sin Palabras für Klavier
- Estudio en Jazz
- Noches de Brodway
- Jazzinho für Quartett und Klavier
- Memoria de un perfume für gemischten Chor

| Personendaten    | Personendaten             |
| ---------------- | ------------------------- |
| NAME             | Muñoz, José Luis          |
| KURZBESCHREIBUNG | venezolanischer Komponist |
| GEBURTSDATUM     | 1928                      |
| GEBURTSORT       | Caracas                   |
| STERBEDATUM      | 1982                      |
| STERBEORT        | Caracas                   |